# Leopold Sellner
Johann Leopold Sellner (7. října 1859 Bukurešť – 6. března 1938 Štýrský Hradec) byl rakousko-uherský admirál. Jako absolvent námořní akademie sloužil u c. k. námořnictva od roku 1877. Absolvoval několik zaoceánských cest a podílel se na technologickém rozvoji loďstva. V závěru kariéry byl velitelem několika bitevních lodí a působil také v námořní administraci. V roce 1909 byl penzionován a mimo aktivní službu dosáhl hodnosti kontradmirála (1913).

## Životopis

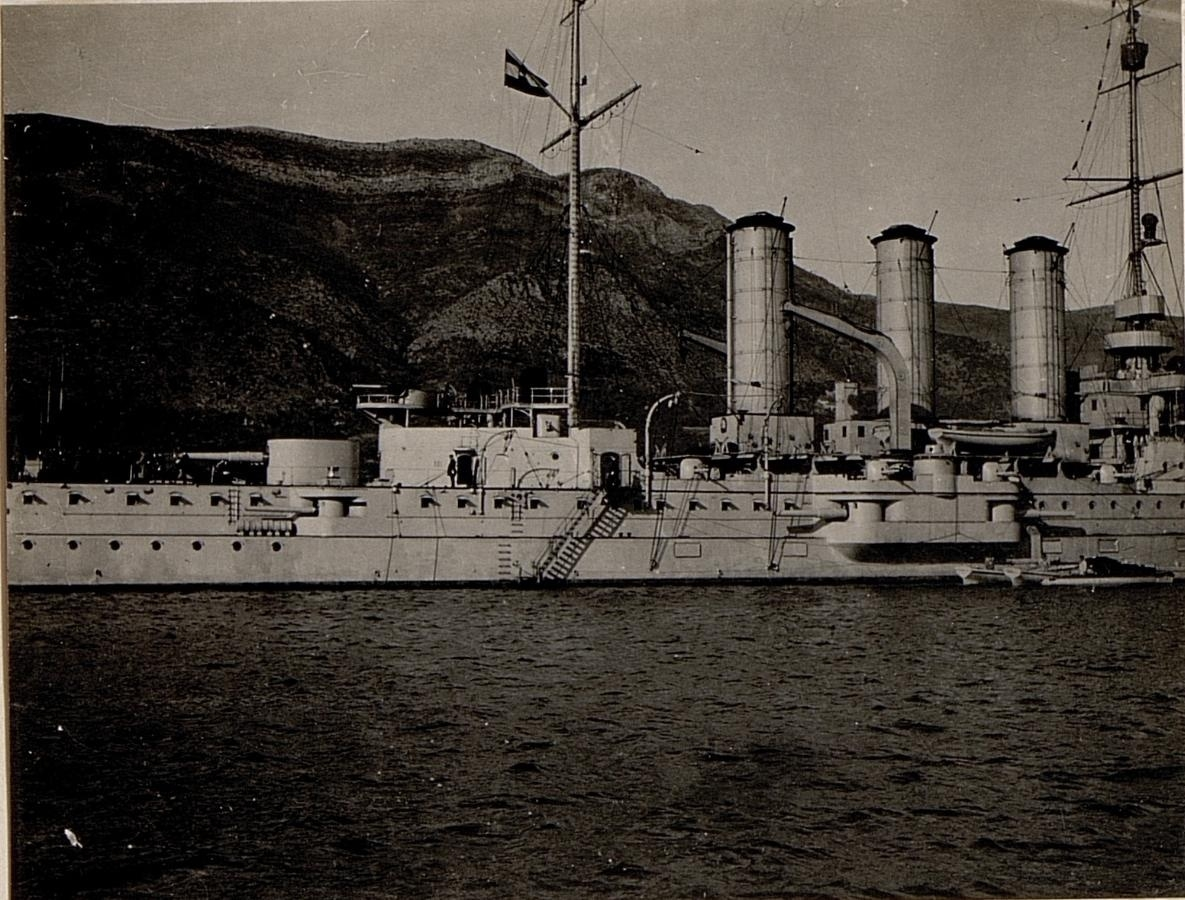
SMS Sankt Georg, vlajková loď Leopolda Sellnera v letech 1908–1909

Byl synem diplomata Franze Sellnera, vicekonzula v Tunisu. Studoval na gymnáziu v Těšíně (1869–1873) a poté na C. k. námořní akademii v Rijece (1873–1877). K námořnictvu vstoupil jako kadet v roce 1877 a další průpravou prošel na cvičných lodích. V roce 1880 získal hodnost praporčíka a jeho specializací se stala elektrifikace u loďstva. Absolvoval řadu cest do zámoří a postupoval v hodnostech (poručík II. třídy 1888, poručík I. třídy 1891). Další roky strávil na různých lodích, mimo jiné byl dělostřeleckým důstojníkem na císařské jachtě SMS Miramar nebo úředníkem v námořní sekci na ministerstvu války ve Vídni (1890–1892, 1895–1897). Pod velení získal menší plavidla typu torpédových člunů a v letech 1898–1899 byl prvním důstojníkem u výzbrojního skladu v Pule.
Jako korvetní kapitán (1. května 1900) byl prvním důstojníkem na obrněné lodi SMS Don Juan d'Austria a křižníku SMS Kaiser Karl VI. (1899–1901). Na bitevní lodi SMS Monarch byl v letech 1901–1902 šéfem štábu eskadry. V letech 1902–1906 byl přednostou technického oddělení u námořní základny v Terstu a mezitím získal hodnost fregatního kapitána (1. května 1905). V letech 1906–1907 byl velitelem křižníků SMS Aspern a SMS Szigetvár.
K datu 1. listopadu 1907 byl povýšen na kapitána řadové lodi a v rámci záložní eskadry byl velitelem bitevní lodi SMS Budapest. V letech 1907–1908 byl přidělen ke sborovému námořnímu velitelství v Pule a na vlajkové lodi SMS Sankt Georg byl v letech 1908–1909 velitelem záložní eskadry. Na jaře 1909 byl krátce velitelem cvičné lodi SMS Custozza a poté znovu přeložen ke sborovému námořnímu velitelství v Pule. K datu 1. listopadu 1909 byl ze zdravotních důvodů penzionován a mimo aktivní službu získal hodnost kontradmirála (29. července 1913).
Po odchodu do výslužby se usadil ve Štýrském Hradci, kde zemřel 6. března 1938 ve věku 78 let a byl pochován v evangelické části hřbitova St. Peter (původně byl katolíkem, na evangelickou víru konvertoval v roce 1904 po svatbě). 
Jeho manželkou byla od roku 1904 Minna, rozená Lambrechtová (1876–1924), z manželství se narodily dvě děti. 
Sestra Emma (1866–1936) byla manželkou admirála Karla Heinricha (1853–1921).

## Řády a vyznamenání
Během služby u námořnictva se stal nositelem několika ocenění v Rakousku-Uhersku i v zahraničí.

### Rakousko-Uhersko
- Vojenský záslužný kříž (1890)
- Jubilejní pamětní medaile (1898)
- rytířský kříž Řádu Františka Josefa (1898)
- Služební odznak pro důstojníky III. třídy (1903)
- Vojenský jubilejní kříž (1908)
- Řád železné koruny III. třídy (1909)

### Zahraničí
- Řád červené orlice IV. třídy (1887, Německo)
- Námořní záslužný kříž II. třídy (1887, Španělsko)
- Řád slávy IV. třídy (1887, Tunisko)
- komandérský kříž Řádu italské koruny (1903, Itálie)
- Řád knížete Danila I. III. třídy (1908, Černá Hora)